# Tudorița Chidu
Tudorița Chidu (* 17. Oktober 1967 in Amara) ist eine ehemalige rumänische Leichtathletin, die sich auf den Mittelstreckenlauf spezialisiert hat. Ihren größten Erfolg feierte sie mit dem Gewinn der Bronzemedaille über 1500 Meter bei den Hallenweltmeisterschaften 1991 in Sevilla.

## Sportliche Laufbahn
Erste Erfahrungen bei internationalen Meisterschaften sammelte Tudorița Chidu vermutlich im Jahr 1988, als sie bei den Balkanspielen in Ankara in 1:57,64 min die Silbermedaille im 800-Meter-Lauf hinter ihrer Landsfrau Paula Ivan gewann. Im Jahr darauf schied sie bei den Hallenweltmeisterschaften in Budapest mit 2:02,85 min im Vorlauf aus und 1990 belegte sie bei den Halleneuropameisterschaften in Glasgow in 2:02,88 min den fünften Platz. Im August gelangte sie bei den Europameisterschaften in Split mit 1:59,009 min auf den sechsten Platz und schied mit der rumänischen 4-mal-400-Meter-Staffel mit 3:52,34 min in der Vorrunde aus. Im Jahr darauf gewann sie bei den Hallenweltmeisterschaften in Sevilla in 4:06,27 min die Bronzemedaille im 1500-Meter-Lauf hinter Ljudmila Rogatschowa aus der Sowjetunion und der Tschechoslowakin Ivana Kubešová. Im August kam sie dann bei den Freiluftweltmeisterschaften in Tokio mit 2:03,81 min nicht über die erste Runde über 800 Meter hinaus. 1992 belegte sie bei den Halleneuropameisterschaften in Genua in 4:08,30 min den vierten Platz über 1500 Meter und 1994 gelangte sie bei den Halleneuropameisterschaften in Paris mit 4:12,13 min auf Rang sieben. Zudem siegte sie bei den erstmals ausgetragenen Balkan-Hallenmeisterschaften in Athen in 4:14,89 min. Bei den Crosslauf-Weltmeisterschaften 1995 in Durham wurde sie nach 21:19 min 22. im Einzelbewerb und sicherte sich in der Teamwertung die Bronzemedaille hinter den Teams aus Kenia und Äthiopien, woraufhin sie ihre aktive sportliche Karriere im Alter von 28 Jahren beendete.
1988 wurde Chidu rumänische Meisterin im 800-Meter-Lauf.

## Persönliche Bestleistungen
- 400 Meter: 52,18 s, 9. Juli 1988 in Bukarest
- 800 Meter: 1:57,64 min, 16. Juli 1988 in Ankara
  - 800 Meter (Halle): 2:01,80 min, 20. Februar 1988 in Moskau
- 1000 Meter: 2:37,12 min, 24. Februar 1990 in Moskau
- 1500 Meter: 4:05,69 min, 30. Mai 1990 in Sevilla
  - 1500 Meter (Halle): 4:06,27 min, 10. März 1991 in Sevilla
- 1 Meile: 4:24,71 min, 6. Juli 1991 in Oslo

## Auszeichnungen
- Ehrenbürgerin der Stadt Amara
- Ordinul Meritul Sportiv: Klasse I (2004)